# Johnny Cool
Johnny Cool es una película estadounidense estrenada en 1963 y protagonizada por Henry Silva y Elizabeth Montgomery y producido en parte por Peter Lawford.

## Sinopsis
Colini, un gánster americano que vive exiliado en Sicilia, y rescata a Giordano, un joven siciliano al margen de la ley. Después de que Giordano es aseado, pulido y pasa a llamarse "Johnny Cool," Colini le envía en una misión de venganza a los Estados Unidos para asesinar a los hombres que traman su caída y el exilio forzoso. Johnny llega a Nueva York y rápidamente mata a varios enemigos con el seudónimo de Colini. Mientras tanto, conoce a Dare Guinness, una rica divorciada que se convierte en su cómplice.

## Reparto
- Henry Silva ... Johnny Cool / Salvatore Giordano
- Elizabeth Montgomery ... Darien 'Dare' Guiness
- Richard Anderson ... Corresponsal
- Jim Backus ... Louis Murphy
- Joey Bishop ... Holmes, vendedor de autos
- Brad Dexter ... Lennart Crandall
- Wanda Hendrix ... Miss Connolly
- Hank Henry ... Larry, Bus Driver
- Marc Lawrence ... Johnny Colini
- John McGiver ... Oscar B. 'Oby' Hinds
- Gregory Morton ... Jerry March
- Mort Sahl ... Ben Morrow
- Telly Savalas ... Vincenzo 'Vince' Santangelo
- Joan Staley ... Suzy
- Sammy Davis Jr. ... Educador